# Universal Music Japan
Universal Music LLC (Nhật: ユニバーサル ミュージック Hepburn: Yunibāsaru myūjikku), thường được gọi là Universal Music Japan hoặc Universal Japan, là một công ty con của Nhật Bản được thành lập bởi Universal Music Group vào năm 1990. Đây là công ty nước ngoài lớn nhất trong nước về phân phối âm nhạc. Công ty chịu trách nhiệm phân phối âm nhạc tại Nhật Bản cho các hãng thu âm Nhật Bản trực thuộc Universal.
Vào năm 2021, CEO và chủ tịch của Universal Japan, Naoshi Fujikura, đã được đưa vào danh sách Những nhà lãnh đạo quyền lực nhất thế giới của Billboard.

## Lịch sử

### Những năm đầu tiên
Công ty được thành lập với tư cách là PolyGram Co., LTD. vào năm 1990 với Koike Kazuhiko giữ chức vụ chủ tịch và CEO. Vào năm 1999, công ty được tái cấu trúc và đổi tên thành Universal Music Co., LTD.

### 2009–2013: Đổi tên thành Universal Music LLC
Vào năm 2009, công ty được đổi tên thành Universal Music LLC. Kazuhiko từ chức CEO và Keiichi Ishizaka trở thành CEO và chủ tịch của công ty.

### 2013–2014: Tái cấu trúc sau khi mua EMI
Vào năm 2011, EMI đã đồng ý bán các hoạt động âm nhạc đã thu âm của mình cho Universal Music Group với giá 1,2 tỷ bảng Anh (1,9 tỷ USD) và hoạt động xuất bản âm nhạc của mình cho một tập đoàn do Sony đứng đầu với giá 2,2 tỷ USD. Trong số các công ty khác đã cạnh tranh cho việc kinh doanh âm nhạc là Warner Music Group, được cho là đã đưa ra giá thầu 2 tỷ USD. Universal Music Group đã hoàn tất việc mua lại EMI vào ngày 28 tháng 9 năm 2012. Vào năm 2012, Ishizaka trở thành CEO của EMI Music Japan trong khi Universal Japan được lên kế hoạch tổ chức một cuộc hoán đổi công ty để đáp ứng việc sáp nhập. EMI Music Japan chính thức được gia nhập vào Universal Japan, không còn tồn tại với tư cách là một công ty của EMI Records Japan với tư cách là người kế thừa nhãn EMI Music Japan. Chín tháng sau khi sáp nhập, Ishizaka từ chức CEO của Universal Japan. Người kế nhiệm ông, Naoshi Fujikura được bổ nhiệm vào năm 2014. Vào tháng 4 năm 2014, Universal Japan một lần nữa được tái cấu trúc. Nhiều nhãn hiệu của nó đã được đổi thương hiệu và tách ra nhiều lần, bao gồm cả EMI Records Japan đã trở thành EMI Records và Virgin Records, sau này được đổi tên thành EMI R và sau đó được hợp nhất với Delicious Deli Records để hình thành Virgin Music.

### 2015–nay: Mô hình kinh doanh mới, thúc đẩy phát trực tuyến và phân phối toàn cầu
Vào tháng 12 năm 2015, Fujikura thông báo rằng Universal Japan "là một doanh nghiệp mới" và công ty sẽ áp dụng một mô hình kinh doanh mới để tăng cường kinh doanh. Những thay đổi này có hiệu lực kể từ ngày 1 tháng 1 năm 2016. Một nhãn hiệu mới, Universal-W được thành lập vào tháng 12 năm 2015 với công ty Warlock của Nhật Bản.
Vào tháng 8 năm 2016, Radwimps phát hành nhạc phim cho bộ phim hoạt hình Nhật Bản năm 2016, Your Name. Album là một thành công thương mại ở Nhật Bản và trong một kỳ tích hiếm hoi, nó đã được xếp hạng ở Hoa Kỳ vào năm 2017.
Vào năm 2017, công ty thông báo sẽ chuyển địa điểm từ Minato, Tokyo đến Jingumae Tower Building ở Shibuya, Tokyo. Việc di dời diễn ra từ ngày 15 tháng 9 năm 2018 đến ngày 9 tháng 10. Vào tháng 12 năm 2017, Universal Japan thông báo họ đã đình chỉ hợp đồng với DJ Katsu, thành viên Hilcrhyme sau khi anh bị bắt vì tàng trữ cần sa. Sau đó, anh rời nhóm sau khi bị bắt và nhóm mất hợp đồng thu âm.
Vào tháng 6 năm 2018, Universal Japan đã công bố một thỏa thuận cấp phép độc quyền với Disney Music Group.
Vào năm 2019, Universal Japan đã đình chỉ việc bán đĩa nhạc của Junnosuke Taguchi và xóa các bản phát hành của anh khỏi các cửa hàng kỹ thuật số sau khi anh bị bắt vì tàng trữ cần sa.
Vào năm 2020, Universal ra mắt Virgin Music Label & Artist Services. Dịch vụ này cung cấp cho các nghệ sĩ các giải pháp toàn cầu và đã được triển khai tại nhiều công ty con của Universal, bao gồm Universal Japan.
Vào năm 2021, Yoshimoto Music đã ký hợp đồng phân phối với Universal Japan cho các bản phát hành trong tương lai. Vào tháng 7 năm 2021, CEO Fujikura đã có tên trong danh sách Những nhà lãnh đạo quyền lực nhất thế giới của Billboard. Trong một cuộc phỏng vấn với Billboard Japan, Fujikura đã chia sẻ về các biện pháp của ông trong việc tăng doanh thu phát trực tuyến và chiến lược để các nghệ sĩ Universal Japan xếp hạng ở nước ngoài. Universal Japan kể từ đó đã phát hành các bản phát hành trước đó của các nghệ sĩ cũ và hiện tại dưới nhãn hiệu của họ trên toàn thế giới bằng kỹ thuật số, bao gồm Utada Hikaru, Crystal Kay, Radwimps, Mrs. Green Apple, Che'Nelle và Ai.